# Östturkiska khaganatet
Östturkiska khaganatet var en historisk stat som låg i Centralasien mellan 581 och 645.
Det var en administrativ region inom Gökturkiska khaganatet 581–603, ett självständigt imperium 603–630, och en vasall till Tangdynastin i Kina 630–645.